# Diócesis de Guarulhos
La diócesis de Guarulhos (en latín: Dioecesis Guarulien(sis) y en portugués: Diocese de Guarulhos) es una circunscripción eclesiástica latina de la Iglesia católica en Brasil, sufragánea de la arquidiócesis de San Pablo. La diócesis tiene al obispo Edmilson Amador Caetano, O.Cist. como su ordinario desde el 29 de enero de 2014. 

## Territorio y organización

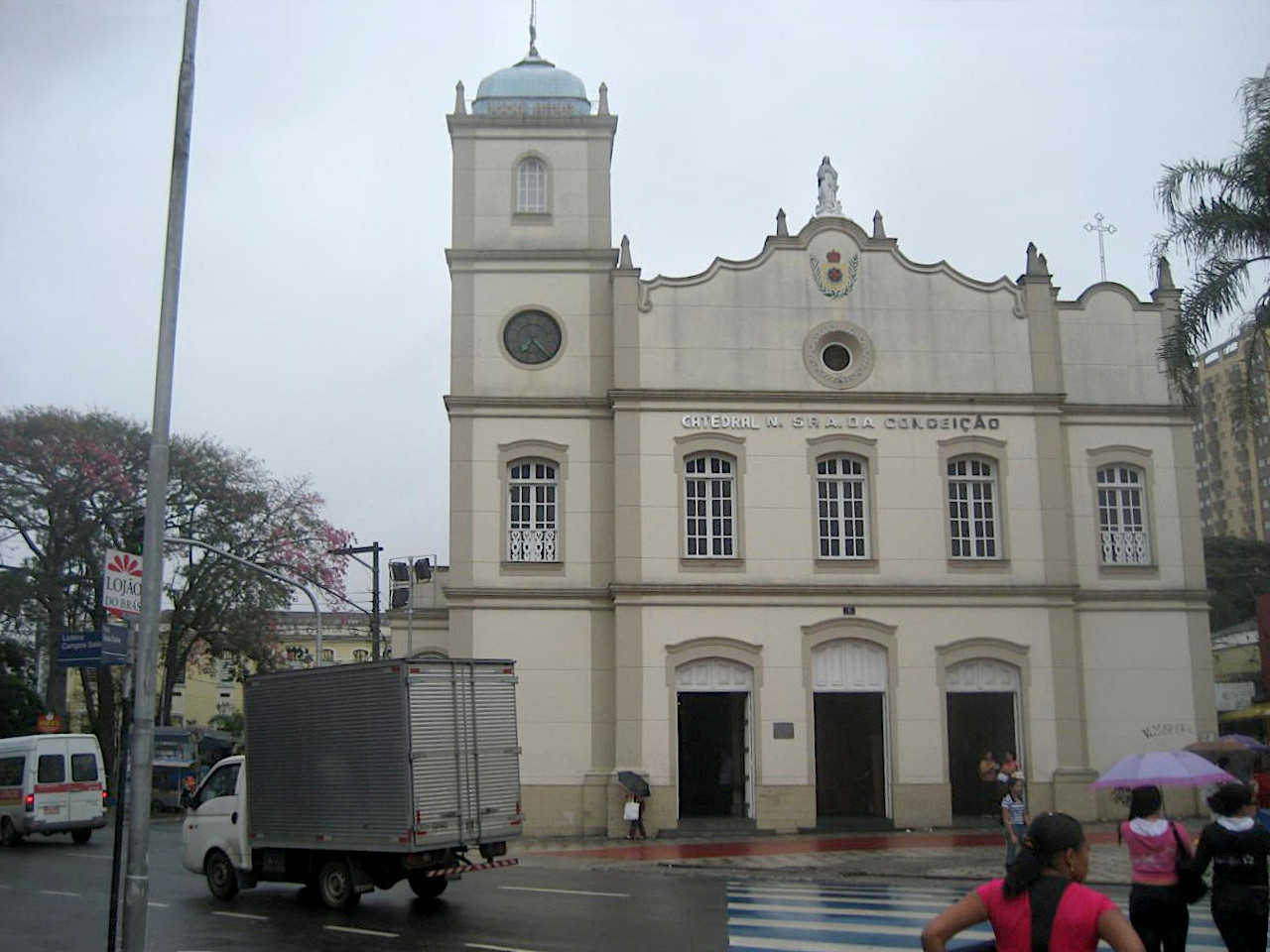
Vista frontal de la Diócesis de Guarulhos.

La diócesis tiene 341 km² y extiende su jurisdicción sobre los fieles católicos de rito latino residentes en el municipio de Guarulhos en el estado de São Paulo.
La sede de la diócesis se encuentra en la ciudad de Guarulhos, en donde se halla la Catedral de Nuestra Señora de la Concepción.
En 2019 en la diócesis existían 42 parroquias agrupadas en 5 zonas pastorales: Nossa Senhora da Conceição, Nossa Senhora do Rosario, Nossa Senhora Aparecida, Nossa Senhora do Bonsucesso y Nossa Senhora de Fátima.

## Historia
La diócesis fue erigida el 30 de enero de 1981 con la bula Plane intellegitur del papa Juan Pablo II, obteniendo el territorio de la diócesis de Mogi das Cruzes.

## Estadísticas
De acuerdo al Anuario Pontificio 2020 la diócesis tenía a fines de 2019 un total de 873 900 fieles bautizados.
| Año                                                                             | Población            | Población | Población      | Sacerdotes | Sacerdotes    | Sacerdotes    | Bautizados por sacerdote | Diáconos permanentes | Religiosos | Religiosos | Parroquias |
| Año                                                                             | Bautizados católicos | Total     | % de católicos | Total      | Clero secular | Clero regular | Bautizados por sacerdote | Diáconos permanentes | Varones    | Mujeres    | Parroquias |
| ------------------------------------------------------------------------------- | -------------------- | --------- | -------------- | ---------- | ------------- | ------------- | ------------------------ | -------------------- | ---------- | ---------- | ---------- |
| 1990                                                                            | 650 000              | 736 000   | 88.3           | 39         | 35            | 4             | 16 666                   |                      | 11         | 96         | 28         |
| 1999                                                                            | 800 000              | 1 100 000 | 72.7           | 43         | 41            | 2             | 18 604                   | 1                    | 22         | 72         | 29         |
| 2000                                                                            | 800 000              | 1 100 000 | 72.7           | 45         | 43            | 2             | 17 777                   | 1                    | 25         | 73         | 32         |
| 2001                                                                            | 769 891              | 1 071 266 | 71.9           | 45         | 43            | 2             | 17 108                   | 1                    | 19         | 81         | 32         |
| 2002                                                                            | 780 000              | 1 200 000 | 65.0           | 41         | 39            | 2             | 19 024                   | 1                    | 14         | 76         | 32         |
| 2003                                                                            | 790 000              | 1 250 000 | 63.2           | 44         | 42            | 2             | 17 954                   | 1                    | 18         | 74         | 33         |
| 2004                                                                            | 790 000              | 1 220 000 | 64.8           | 48         | 45            | 3             | 16 458                   | 1                    | 19         | 73         | 34         |
| 2006                                                                            | 809 000              | 1 249 000 | 64.8           | 46         | 43            | 3             | 17 586                   | 1                    | 13         | 57         | 34         |
| 2013                                                                            | 886 000              | 1 368 000 | 64.8           | 58         | 53            | 5             | 15 275                   |                      | 20         | 114        | 37         |
| 2016                                                                            | 858 000              | 1 324 781 | 64.8           | 60         | 58            | 2             | 14 300                   |                      | 17         | 80         | 40         |
| 2019                                                                            | 873 900              | 1 377 640 | 63.4           | 74         | 71            | 3             | 11 809                   | 3                    | 12         | 87         | 42         |
| Fuente: Catholic-Hierarchy, que a su vez toma los datos del Anuario Pontificio. |                      |           |                |            |               |               |                          |                      |            |            |            |

## Episcopologio
- Giovanni Bergese † (11 de febrero de 1981-5 de mayo de 1991 nombrado arzobispo de Pouso Alegre)
- Luiz Gonzaga Bergonzini † (4 de diciembre de 1991-23 de noviembre de 2011 retirado)
- Joaquim Justino Carreira † (23 de noviembre de 2011-1 de septiembre de 2013 falleció)
- Edmilson Amador Caetano, O.Cist., desde el 29 de enero de 2014